# Josef Röhrig
Josef „Jupp“ Röhrig (* 28. Februar 1925 in Zündorf; † 12. Februar 2014 in Köln) war ein deutscher Fußballspieler. Für den 1. FC Köln hat der Mittelfeldspieler in der damals erstklassigen Fußball-Oberliga West von 1950 bis 1960 242 Ligaspiele absolviert und 35 Tore erzielt. In der Fußballnationalmannschaft kam er von 1950 bis 1956 in zwölf Einsätzen zu zwei Toren.

## Sportliche Laufbahn

### Vereinskarriere
Der später herausragende Techniker und Spielgestalter „Jupp“ Röhrig begann 1933 in der Jugend seines Heimatvereines FC Germania Zündorf mit dem Fußballspiel im Verein. Er wechselte 1941 als „Kriegsgastspieler“ zum VfL Köln 1899. Nach dem Meisterschaftsgewinn 1941/42 mit den Schwarz-Roten des Vereines für Leibesübungen in der Gauliga Mittelrhein, absolvierte das 17-jährige Talent am 24. Mai 1942 gegen Kickers Offenbach sein erstes Spiel in der Endrunde um die deutsche Fußballmeisterschaft. Bei der 1:3-Niederlage erzielte der Nachwuchsstürmer an der Seite von Mitspielern wie Alfons Moog, Ernst Moog und Franz Schlawitzki den Ehrentreffer für den Kölner Traditionsverein aus dem Weidenpescher Park.
Nach zweijähriger Gefangenschaft in Frankreich im Großraum Straßburg, kehrte er 1946 nach Ende des Zweiten Weltkriegs nach Zündorf zurück und wirkte bis 1950 beim FC Germania als Spielertrainer. In der Saison 1948/49 erreichte er mit seiner Mannschaft den Aufstieg in die Landesliga Mittelrhein. Am 14. Mai 1950 wurde er noch als Landesligaakteur in die westdeutsche Auswahl berufen, die in Köln gegen Norddeutschland ein Repräsentativspiel austrug. Bei der 3:4-Niederlage bildete er zusammen mit den zwei Dortmundern Max Michallek und Paul Koschmieder die westdeutsche Läuferreihe. Der 1. FC Köln, neuer Großverein in der Domstadt unter der Führung von Präsident Franz Kremer, verpflichtete den Halbstürmer und Außenläufer mit Spielmacherqualitäten im damaligen WM-System, zur Saison 1950/51 für die Oberliga West.
Röhrig debütierte unter Spielertrainer Hennes Weisweiler am 27. August 1950 beim 2:0-Heimerfolg gegen Hamborn 07 in der Oberliga. Am Rundenende hatte er 28 Ligaspiele absolviert und ein Tor beim Erreichen des vierten Ranges erzielt. Am 22. November 1950 kam er als Einwechselspieler für Karl Barufka unter Bundestrainer Sepp Herberger, kurz vor Ende des ersten Nachkriegsländerspiels in Stuttgart gegen die Schweiz (1:0), in der deutschen Fußballnationalmannschaft zum Einsatz. Im Jahr der Fußballweltmeisterschaft 1954 in der Schweiz, 1953/54, feierte die spielbestimmende Mittelfeldpersönlichkeit der „Geißbock-Elf“ mit seinem Verein die Meisterschaft in der Westliga, den Einzug in die Endrunde um die deutsche Meisterschaft, sowie den Einzug in das DFB-Pokalfinale. In der Oberligarunde hatte er unter Trainer Karl Winkler in 21 Ligaspielen acht Tore erzielt. Auf dem Weg zum Pokalfinale errangen Röhrig und Kollegen am 30. Juni 1953 mit einem 2:0-Erfolg gegen RW Essen den westdeutschen Pokal und im Halbfinale des DFB-Pokals setzten sie sich mit einem 3:1-Auswärtserfolg nach Verlängerung beim Hamburger SV durch. Das Finale verlor der 1. FC Köln am 17. April 1954 in Ludwigshafen durch eine 0:1-Niederlage nach Verlängerung gegen den VfB Stuttgart. Der Kölner Spielmacher und Standard-Elfmeterschütze war einer intensiven Manndeckung durch Peter Krieger ausgesetzt gewesen und wurde in der 75. Minute an der Seitenlinie behandelt, als Herbert Dörner einen Foulelfmeter verschoss.
In der Endrunde um die deutsche Meisterschaft setzten sich die Kölner am 8. Mai 1954 in Ludwigshafen mit 3:2 Toren gegen Eintracht Frankfurt durch, verloren aber das entscheidende Gruppenspiel am 16. Mai gegen die „Walter-Elf“ des 1. FC Kaiserslautern mit 3:4 Toren. Er nahm danach am Abschlusslehrgang der Nationalmannschaft in München-Grünwald zur Vorbereitung auf die Weltmeisterschaft in der Schweiz teil, zog sich aber eine Achillessehnenverletzung zu und fiel für das Turnier aus.
Auf Vereinsebene ragten in den späteren Jahren die zwei Vizemeisterschaften 1958 und 1959 sowie die Meisterschaft in der Saison 1959/60 in der Oberliga West heraus. In der Endrunde um die deutsche Meisterschaft 1960 war der 35-jährige Routinier in allen sechs Gruppenspielen gegen Werder Bremen, FK Pirmasens und Tasmania 1900 Berlin im Einsatz. Köln errang unter Trainer Oswald Pfau mit 9:3 Punkten den ersten Platz und zog in das Finale am 25. Juni in Frankfurt gegen den Hamburger SV ein. Uwe Seeler entschied mit seinem Treffer in der 88. Minute zum 3:2 für den HSV das Endspiel zugunsten des Norddeutschen Meisters. Nach insgesamt 24 Spielen und drei Toren in der Endrunde um die deutsche Meisterschaft sowie 242 Spielen mit 35 Toren in der Oberliga West, verabschiedete sich „Jupp“ Röhrig im Sommer 1960 nach zehn Jahren aus der Ligamannschaft des 1. FC Köln. Im August verabschiedete er sich vor 60.000 Zuschauern mit einem Gastspiel gegen Real Madrid (4:5) von dem Kölner Publikum.
Sein langjähriger Partner am linken Flügel und im Mittelfeld, Hans Schäfer, beschreibt die Qualitäten von Röhrig mit folgenden Worten: „War Hennes Weisweiler mein Trainer gewesen, der mich unaufhörlich geschult und an mir geschliffen hatte, so verdanke ich einen Riesenanteil aller von meinem Spiel ausgehenden Wirkung meinem Mannschaftsnachbarn und Freund Jupp Röhrig. Mehr als jeder andere Feldspieler braucht der Außenstürmer den Verbinder, der den Flügel zum Schwingen bringt.“
Nach seiner Spielerkarriere betreute er als Trainer 16 Jahre lang die A-Jugend des 1. FC Köln. 13-mal wurde er mit dem Nachwuchs des Vereins Mittelrheinmeister, viermal holte er sich den Titel eines West-Champions und 1971 wurde er Deutscher A-Jugend-Meister. Seinen Lebensunterhalt bestritt der gelernte Kaufmann als Inhaber eines Toto-Lotto-Tabakwarenladens, welcher mit einer zusätzlichen FC-Vorverkaufsstelle kombiniert war. Wegen seiner Verdienste ernannte ihn der 1. FC Köln zum Ehrenmitglied.

### Auswahleinsätze
In der deutschen Nationalmannschaft kam der subtile Techniker nicht an Fritz Walter vorbei. Zudem wurde er immer wieder durch Muskelprobleme zurückgeworfen. So gehörte er zwar dem 40er-Kader zur Fußball-Weltmeisterschaft 1954 an, aber eine Verletzung war auch hier der Grund, weshalb er dann doch nicht mit in die Schweiz mitgenommen werden konnte. Röhrig bestritt zwischen 1950 und 1956 insgesamt zwölf Länderspiele und erzielte dabei zwei Tore. Er wurde unter anderem im ersten Länderspiel Deutschlands nach dem Krieg (gegen die Schweiz) am 22. November 1950 eingesetzt, er war am 28. März 1954 beim WM-Qualifikationsspiel gegen das Saarland (3:1) aktiv, führte am 28. Mai 1955 beim Nationaldebüt von Robert Schlienz die Nationalmannschaft beim Länderspiel in Hamburg gegen Irland (2:1) als Spielführer auf den Rasen, gehörte am 21. September 1955 der Herberger-Elf bei der 2:3-Niederlage in Moskau gegen die Sowjetunion an und beendete mit der 1:2-Niederlage am 14. März 1956 in Düsseldorf gegen die Niederlande seine internationale Karriere. Die deutsche Elf war dabei im Angriff mit Bernhard Klodt, Fritz Walter, Uwe Seeler, Röhrig und Hans Schäfer angetreten.
Außerdem wurde er Anfang der 1950er-Jahre in drei B-Länderspielen eingesetzt. In den Partien gegen Österreich (1:1) und die Schweiz (2:0), beide 1951, und dem 5:2-Sieg gegen Spanien (1953) verlor die Auswahl mit Röhrig nicht.

## Weiterer Werdegang
„Jupp“ Röhrig verstarb im Februar 2014 nach langer Krankheit in seinem Haus in Köln-Porz, das er zusammen mit seiner Familie seit 1947 bewohnte.

## Trivia
Auch sein Sohn Josef Röhrig jun. versuchte sich als Profi beim 1. FC Köln. Er kam aber in der Saison 1967/68 nicht zum Einsatz.

## Erfolge und Auszeichnungen
- 1954: DFB-Pokal-Finale
- 1960: Deutscher Vize-Meister
- 2018: Aufnahme in die Hall of Fame des 1. FC Köln[4]